# Robert Borden
Sir Robert Laird Borden, född 26 juni 1854 i Grand-Pré i Nova Scotia, död 10 juni 1937 i Ottawa, var en kanadensisk konservativ politiker.
Borden blev 1878 advokat och gifte sig med Laura Bond 1889. 1896 blev han deputerad för Halifax i Kanadas parlament, som han sedan tillhörde till 1921. Borden utsågs 1901 till det konservativa partiets ledare i parlamentet och blev efter partiets valseger 1911 Kanadas premiärminister, vilket han var fram till 1920. Från 1912 var han också utrikesminister. I oktober 1912 blev han medlem av Privy council och erhöll 1914 knightvärdighet. Under Bordens regeringstid växte motsättningarna mellan fransk- och engelsktalande, delvis som en följd av införande av hårdare språkregler som delvis diskriminerade franskan, delvis som en följd av införandet av allmän värnplikt under krigsåren, något som främst fransktalande protesterade mot under den så kallade Värnpliktskrisen 1917.
Under första världskriget var Borden outtröttligt verksam för Kanadas kraftiga deltagande i kriget; han var den förste kolonistatsman, som kallades att (1915) deltaga i brittiska kabinettets överläggningar, och 1917-18 företrädde han Kanada i rikskrigskabinettet samt vid rikskrigskonferensen.
Efter rekonstruktion av sin ministär 1919 vann han vid parlamentsvalen i december samma år en vacker valseger, och under fredsförhandlingarna i Paris 1919 var han Kanadas förste delegerade. På grund av sjuklighet nödgades han därpå taga sig en längre vilotid, och i juli 1920 nedlade han premiärministerposten. Borden var under striden om den brittiska tariffreformen en bland de ivrigaste anhängarna av Chamberlains tullprogram. 
Han var rektor (chancellor) för Queen's University 1924-1930. Hans grav finns på Beechwood Cemetery i Ottawa.